# 索姆斯吧 (加利福尼亞州)
索姆斯吧（英語：Somes Bar）是位於美國加利福尼亞州錫斯基尤縣的一個非建制地區。該地的面積和人口皆未知。

## 地理
索姆斯吧的座標為41°22′34″N 123°28′34″W / 41.37611°N 123.47611°W，而該地的平均海拔高度為207米（即682英尺）。